# Ligue de football du Kasaï-Oriental
La Ligue de football de la Kasaï-Oriental (Lifkor) est la ligue de football de haut niveau de la province du Kasaï-Oriental en république démocratique du Congo. Chaque année, des clubs de la lifkor sont relégués dans les divisions inférieures, telle que l'EUFMAYI. Cette Ligue fait partie de la Fédération congolaise de football association (FECOFA).
Cette compétition réunit les clubs des villes telles que : Gandajika, Kabinda, Lodja, Mbuji-Mayi, Mwene-Ditu.
En 2012, la lifkor devient une 2e Division, à la suite de la création d’une 1re Division répartie en trois groupes. En 2018, la lifkor devient une 3e Division, à la suite de la création d’une 2e Division répartie en trois groupes.

## Palmarès
- 1995 : AS Bantous
- 2001 : SM Sanga Balende (Mbuji-Mayi)[2]
- 2003 : SM Sanga Balende (Mbuji-Mayi)[3]
- 2006 : AS Mabela a Bana (Mwene-Ditu)[4]
- 2008 : SM Sanga Balende (Mbuji-Mayi)[5]
- 2010 : AS Bantous (Mbuji-Mayi)[6]
- 2014 : AS Bantous (Mbuji-Mayi)[1]